# Manfred Schäfer (Ethnologe)

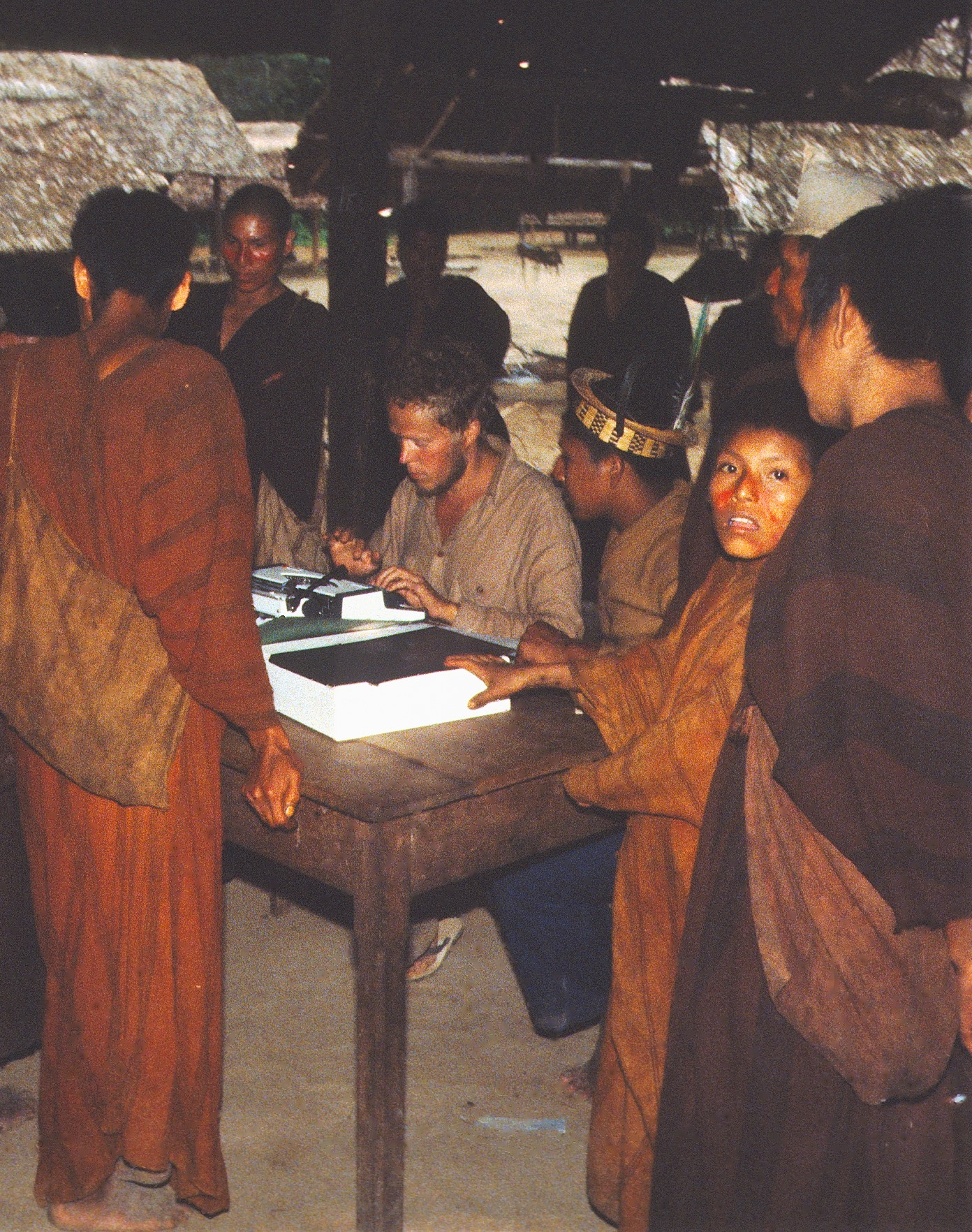
Manfred Schäfer in der Selva Central (1980)

Manfred Schäfer (* 4. Dezember 1949 in Amorbach; † 9. März 2003 in Bad Rodach) war ein deutscher Ethnologe, Fotograf, Filmemacher und Aktivist, der mit Schwerpunkt zur Wirtschaft und zum Tauschhandel der Asháninka, Nomatsiguenga und Ashéninka in Peru sowie zur Visuellen Anthropologie forschte.

## Leben
Manfred Schäfer absolvierte eine Fotografenausbildung in Aschaffenburg in den Jahren von 1970 bis 1973. 1976 schloss er die Fachhochschule für Fotoingenieurwesen in Köln ab. Danach studierte er Völkerkunde an der Ludwig-Maximilians-Universität München, wo er 1982 den Magisterabschluss erwarb; 1987 promovierte er in diesem Fach. Während der Fotografenausbildung und dem Studium der Filmtechnik unternahm er zahlreiche Auslandsreisen nach Nord- und Zentralafrika sowie Madagaskar. Im Zuge des Völkerkundestudiums folgten mehrjährige Forschungsaufenthalte in Peru und Mexiko. In Peru setzte sich Schäfer für die Vergabe von kollektiven Landtiteln an die Comunidades Nativas der Asháninka und Nomatsiguenga der Selva Central ein. Nachdem er 1982 den Artikel „Ich bin kein Campa, sondern Asháninca“ publizierte, gingen die Fachwelt und die peruanische Öffentlichkeit dazu über die Selbstbezeichnung dieser Ethnie zu verwenden. Er dokumentierte die Proteste der Awajún und Asháninka gegen die Übergriffe bei den Filmarbeiten von Werner Herzog zu „Fitzcarraldo“. Von 1989 bis 2003 war Manfred Schäfer selbständiger Produzent, Autor und Kameramann von TV-Dokumentationen in Peru, Mexiko und Kuba für WDR, SWR, 3sat und ARTE. 2004 widmete das Ethnofilmfest des Münchner Museums für Völkerkunde (Museum der 5 Kontinente) seinen Dokumentarfilmen eine Retrospektive.

## Veröffentlichungen

### Filme
- mit Ingrid Kummels und Asháninca vom Río Ene: Im Grünen Himmel. WDR, 16 mm, Farbe, 60 Min., 1989. (Film aud vimeo.com)
- mit Ingrid Kummels: Im Spiegel des Schamanen. WDR, 16 mm, Farbe, 45 Min., 1989.
- mit Ingrid Kummels: Santería – Von Menschen und Heiligen auf Kuba. WDR/SWF, 16 mm, Farbe, 45 Min., 1991.
- mit Ingrid Kummels: Havana Girl Orchestra – Eine kubanische Familienchronik. WDR, 16 mm, Farbe, 45 Min., 1991.
- mit Ingrid Kummels: Der Wettlauf des San Juan. WDR/SWF, 16 mm, Farbe, 45 Min., 1992.
- mit Ingrid Kummels: Wüstennomaden und Videokids. Die Seri in Mexiko. WDR/SWF, 16 mm, Farbe, 45 Min., 1995.
- mit Ingrid Kummels: Stadt-Indianer – Die Winterreisen der Rarámuri. WDR/Arte, 16 mm, Farbe, 60 Min., 1998.
- mit Ingrid Kummels: Reise nach Wirikuta. Die Huichol und der Peyote-Kaktus. WDR/SWF/3sat, 16 mm, Farbe, 45 Min., 1998.
- Der Peitschenmann schlägt zu. Eine Fiesta in Mexiko. SWR, 16 mm, Farbe, 45 Min., 2000.[5]
- mit Ingrid Kummels: Anacaona – Ten Sisters of Rhythm. Termidor Musikverlag/Pimienta Records, DVD, 85 Min., 2002.
- mit Ingrid Kummels: Buena Vista Sisters’ Club. Pa’ti Pa’ mi/Termidor Musikverlag, DVD, 85 Min., 2008.

### Nachruf
- Münzel, Mark: Nachruf auf Manfred Schäfer. Ethnologe, Medienmensch, Menschenrechtler. In: Pogrom 219_3 2003.